# Beggin' (The Four Seasons)
Beggin' è un singolo del gruppo musicale statunitense The Four Seasons, pubblicato nel febbraio 1967 come secondo estratto dall'album New Gold Hits.

## Descrizione
Il brano, scritto da Bob Gaudio e Peggy Farina e prodotto da Bob Crewe, ha raggiunto la 16ª posizione della Billboard Hot 100 statunitense.

## Tracce

### Edizione del 1967
- Lato A

1. Beggin' – 2:53

- Lato B

1. Dody – 2:13

### Riedizione del 2007
CD, 7"
1. Beggin' (Pilooski (Re-Edit) Radio Edit) – 3:34
2. Beggin' – 2:49

12"
- Lato A

1. Beggin' (Pilooski Re-Edit) – 5:35

- Lato B

1. Beggin' (Speaker Killer Remix) – 5:20
2. Who Loves You – 4:09

## Cover
Una delle prime cover del brano, in lingua italiana, è stata pubblicata nel 1967, si intitola Prega ed è interpretata da Riki Maiocchi. Il testo tradotto fu firmato da Mogol.
Beggin' è stato successivamente riregistrato da Frankie Valli quando ha intrapreso la propria carriera da solista. Nel 1974 è stato riproposto dagli Shocking Blue, mentre nel 2007 il DJ francese Pilooski ne ha realizzato un remix che non include né un nuovo arrangiamento né nuove parti vocali, ma è meramente una manipolazione del brano originale dei Four Seasons.
Nel 2008 il duo hip hop norvegese Madcon ha reinterpretato il brano e pubblicato come singolo nello stesso anno, venendo certificato disco di platino dalla British Phonographic Industry con oltre 600 000 copie vendute nel Regno Unito.
Nel 2017 il gruppo rock italiano Måneskin ha realizzato una propria versione del brano in occasione della seconda puntata dell'undicesima edizione del talent show X Factor, pubblicandone una versione in studio per il loro EP di debutto Chosen (in realtà si tratta di una rivisitazione rock rap della versione dei Madcon). La loro versione, in seguito al successo ottenuto all'Eurovision Song Contest 2021, è divenuta popolare sulla piattaforma TikTok e ha fatto il suo debutto anche in varie classifiche europee, oltre ad aver conquistato la vetta della classifica mondiale di Spotify.